# Tojad mocny kosmaty
Tojad mocny kosmaty (Aconitum firmum subsp. maninense) – podgatunek tojadu mocnego, rośliny należącej do rodziny jaskrowatych. Endemit Karpat Zachodnich. Występuje w Górach Strażowskich, Tatrach i Rowie Podtatrzańskim. W Polsce występuje w Tatrach nad Morskim Okiem, nad Rybim Potokiem, w Dolinie Pięciu Stawów, na Kobylarzu oraz w Rowie Podtatrzańskim między Murzasichlem a Małym Cichem.

## Morfologia
ŁodygaWzniesiona, osiąga wysokość do 150 cm.
Liście5-dzielne, złożone z szerokich odcinków.
KwiatyKwiatostan znajdujący się na górnej części łodygi składa się z grona. Szypułki kwiatowe odstające, gruczołowato owłosione. Podkwiatki lancetowate. Działki kielicha niebieskie. Hełm półkulisty, 1,5 raza wyższy niż szerszy, gruczołowato owłosiony.
OwocMieszek zawierający liczne drobne nasiona.

## Biologia i ekologia
RozwójBylina, hemikryptofit. Kwitnie od lipca do sierpnia. Liczba chromosomów 2n=32.
SiedliskoWystępuje w żyznej buczynie karpackiej Dentario galndulosae-Fagetum oraz w ziołoroślach górskich ze związku Adenostylion.

## Zagrożenia i ochrona
Podgatunek umieszczony w Polskiej Czerwonej Księdze Roślin (2001 r.) w kategorii VU (narażony); 2014r.: w kategorii EN (zagrożony) oraz na polskiej czerwonej liście w tej samej kategorii. W Czerwonej Księdze Karpat Polskich posiada kategorię VU. Roślina objęta w Polsce ścisłą ochroną gatunkową. 